# Andy Kirk
Andy Kirk, celým jménem Andrew Dewey Kirk, (28. května 1898 – 11. prosince 1992) byl americký jazzový saxofonista a tubista. Vyrůstal v Denveru a svou kariéru zahájil coby člen kapely George Morrisona. Poté působil v souboru Dark Clouds of Joy trumpetisty Terrence Holdera. Když kapelu Holder v roce 1929 opustil, jejím lídrem se stal Kirk, který ji přejmenoval na Clouds of Joy (často však byla kvůli počtu členů označována jako Twelve Clouds of Joy; twelve = dvanáct). Přestože byl lídrem kapely, nebyl sólistou a nechával raději prostor dalším členům. Kapela vydala několik nahrávek, přičemž některým z nich se dostalo úspěchu v hitparádách. V roce 1948 Kirk kapelu opustil, ale nadále pracoval jako hudebník. Později působil v hotelovém managementu a v realitách. Zemřel v Harlemu ve věku 94 let.